# بروتيوغليكان

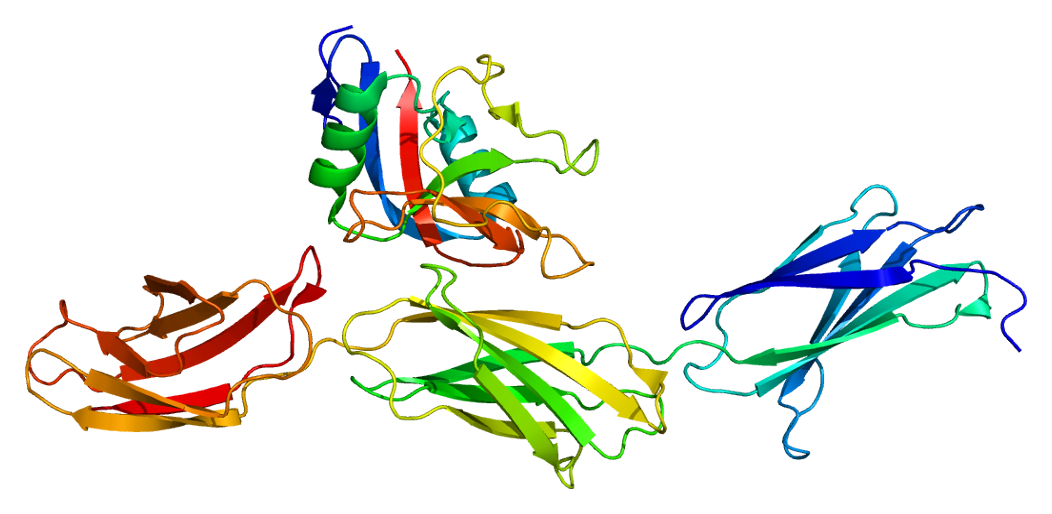
أغريكان، وهو بروتيوغليكان رئيسي في الغضروف، يتكون من 2316 حمض أميني.

البروتيوغليكانات (بالإنجليزية: Proteoglycans)‏ هي بروتينات مرتبطة بالغليكوزيل.
وحدة البروتيوغليكان الأساسية تتكون من بروتين محوري مرتبط بروابط تساهمية مع سلاسل غليكوز أمينوغليكان.

## أنواع البروتيوغليكانات
أنواع البروتيوغليكانات تشمل:
| غلوكوزايمنوغليكانات                | بروتيوغليكانات صغيرة | بروتيوغليكانات كبيرة                                            |
| ---------------------------------- | -------------------- | --------------------------------------------------------------- |
| سلفات الكوندرويتين/سلفات الدرماتان | ديكورين بيغليكان     | فرسيكان، يوجد في أنسجة البالفين خصوصا في الجلد والأوعية الدموية |
| سلفات الهيباران/سلفات الكوندرويتين | تستيكان              | برليكان                                                         |
| سلفات الكوندرويتين                 | بيكونين              | نيوروكان أغريكان، وهو بروتيوغليكان رئيسي في الغضروف بريفيكان    |
| سلفات الكيراتان                    | فيبرومودولين لوميكان |                                                                 |